# 木津川市立棚倉小学校
木津川市立棚倉小学校（きづがわしりつ たなくらしょうがっこう）は、京都府木津川市山城町綺田にある公立小学校。

## 概要
山城町北部を校区とし、明治時代からの歴史を誇る小学校である。

## 沿革
- 1872年（明治5年） - 綺田校創立
- 1888年（明治21年） - 綺田尋常小学校へ改称
- 1892年（明治25年） - 棚倉高等小学校を綺田尋常小学校に設置
- 1999年（明治32年） - 綺田尋常高等小学校へ改称
- 1914年（大正3年） - 現在地に移転。棚倉尋常高等小学校へ改称。実業補習学校を併設
- 1941年（昭和16年） - 棚倉国民学校へ改称
- 1947年（昭和22年） - 棚倉村立棚倉小学校へ改称
- 1948年（昭和23年） - 校歌制定
- 1956年（昭和31年） - 山城町立棚倉小学校へ改称
- 1965年（昭和40年） - 新校舎、プール新設
- 1967年（昭和42年） - 完全給食開始
- 1975年（昭和50年） - 校舎、体育倉庫を増築
- 1983年（昭和58年） - 新校舎（特別教室3教室）、新グラウンド（校地北西に新設）竣工
- 1985年（昭和60年） - グラウンドの照明設備、体育館竣工
- 1999年（平成8年） - 下水道に接続
- 1999年（平成11年） - コンピューター教室新設
- 2007年（平成19年）3月 - 山城町が木津町、加茂町と合併し木津川市が発足したことにより、木津川市立棚倉小学校に改称。
- 2016年（平成28年）４月-新校舎完成。

## 主な進学先
- 木津川市立山城中学校

## 交通
- JR奈良線 棚倉駅下車 北西へ約1,000m

## 通学区域が隣接している学校
- 木津川市立上狛小学校
- 木津川市立恭仁小学校
- 相楽東部広域連合立和束小学校
- 井手町立井手小学校
- 精華町立精北小学校
- 精華町立川西小学校